# حكومة العراق 2006
عام 2006، تشكلت الحكومة العراقية في 20 مايو 2006 بعد الحصول على موافقة أعضاء الجمعية الوطنية العراقية. جاء ذلك في أعقاب الانتخابات العامة التي جرت في ديسمبر 2005. نجحت الحكومة العراقية الانتقالية التي استمرت في السلطة في فترة انتقالية لحين تشكيل الحكومة الجديدة المتفق عليها.

## عملية تشكيل الحكومة
وانتخبت الجمعية الوطنية العراقية في 15 ديسمبر 2005. بسبب خلافات حول مزاعم تزوير الانتخابات ونتائج الانتخابات كانت الوحيدة المرخصة من قبل اللجنة الانتخابية المستقلة في العراق يوم 10 فبراير 2006.
بموجب دستور العراق، كان ينبغي أن الاجتماع الأول للجمعية بحلول 12 مارس 2006، بعد شهر واحد التصديق على الانتخابات. الجمعية يجب أن يكون انتخاب رئيس المجلس في دورته الأولى، والرئيس لا يزيد عن خمسة عشر يوما في وقت لاحق، ورئيس الوزراء لا يزيد عن خمسة عشر يوما بعد الرئيس، ومجلس الوزراء لا تزيد على ثلاثين يوما بعد رئيس الوزراء.
وينبغي إذا كان أي من هذه المواعيد لم تلب تم عقد انتخابات جديدة. ومع ذلك، وتم الإخلال بمواعيد نهائية مماثلة من قبل في العراق—على سبيل المثال في صياغة دستور العراق—من دون حدوث عواقب قانونية.

### اجتماع الجمعية الأولى
المفاوضات حول الحكومة الجديدة التي بدأت بشكل جدي إلا مرة واحدة كانت فيها نتائج الانتخابات
حاول الرئيس بالنيابة الطالباني لعقد اجتماع للجمعية في 12 مارس، ولكن هذا يتطلب موافقة بالنيابة نائب رئيس الجمهورية عادل عبد المهدي، الذي رفض في البداية موافقة.
كتب الأحزاب السبعة داخل الائتلاف العراقي الموحد لطالباني وطلب منه تأخير الدورة الأولى حتى كان هناك اتفاق على من ينبغي أن تحتل مناصب حكومية الأعلى كانوا متحفظين الموافقة على رئيس المجلس—من المتوقع أن يكون سنيا—أو الرئيس—من المتوقع ان يكون كردي—قبل أنهم اتفقوا على مرشحهم رئيسا للوزراء.
ومع ذلك، في 8 مارس، تراجعت عبد المهدي وافقت على التوقيع على المرسوم، على أساس أنه سيكون من «الموالي لالمبدئية» جلسة العمل التي لن يناقش رئيس الوزراء)، وبعد مشورة من المحكمة الاتحادية العراق يمكن أن تعقد الجمعية عن طريق عملية بديلة إذا رفض التوقيع.
طالباني وافق على تأجيل الاجتماع الأول حتى 19 مارس بعد الدعوة والكتل الصدر داخل الائتلاف العراقي الموحد هددت بمقاطعة الدورة، والتي قد منع اكتمال النصاب القانوني. وفي اجتماع مع سفير الولايات المتحدة، وقادة جميع اتفق الطرفان العراقي وذلك لتقريب موعد 16 مارس، لمنع اجتماع تشتبك مع مهرجان الشيعية الأربعينية.
في. واستمر الاجتماع الحدث ثلاثين دقيقة فقط وتعاملت مع أداء اليمين الدستورية لأعضاء الجمعية الجديدة. ولم يبق من الناحية الفنية وفتح بدلا من أن تأجيل بحيث يمكن أن تتطلب الدستورية لانتخاب رئيس مجلس النواب في الدورة الأولى ويمكن الامتثال لها. عضو البكر الجمعية، برئاسة عدنان الباجه جي الدورة كقائم بأعمال رئيس التالية التقاليد السياسية العربية.
في 12 أبريل الباجه جي أعلن انه سيعقد اجتماعا للجمعية مرة أخرى ل17 أبريل في محاولة لكسر الجمود بشأن تشكيل حكومة جديدة. ومع ذلك، في 16 أبريل وافق على تأجيل الاجتماع «لبضعة أيام» باسم التحالف وقد اعترض على ترشيح طارق الهاشمي لمنصب رئيس البرلمان، ووصفه بانه «المتشددة والطائفية».